# Renault Mégane III
| Sterne im Euro-NCAP-Crashtest (2008) | 5 Sterne im Euro-NCAP-Crashtest |

| Sterne im Euro-NCAP-Crashtest (2014) | 4 Sterne im Euro-NCAP-Crashtest |

Der Mégane III ist die dritte Generation des Kompaktklassewagen Mégane des französischen Automobilherstellers Renault. Die Schrägheckvariante wurde im März 2016 durch den Mégane IV abgelöst, der Grandtour genannte Kombi im September 2016.

## Modellgeschichte
Seit dem 29. November 2008 ist die dritte Ausführung des Renault Mégane auf dem Markt. Die offizielle Präsentation fand einen Monat zuvor auf der Auto-Show in Paris statt.
Die Ausstattung beinhaltet die Keycard-Handsfree-Funktion, einen analogen Drehzahlmesser und einen digitalen Tachometer. Bei der Navigation setzte man zunächst auf das Carminat 3, welches später vom kostengünstigeren Carminat TomTom ersetzt wurde. Zudem wurden Sicherheit und Umweltfreundlichkeit optimiert.
Das Coupé ist seit dem 23. Januar 2009 erhältlich und besitzt eine eigenständige Karosserie. Die dreitürige Version ist serienmäßig mit einem sportlicheren Fahrwerk (12 mm tiefer als der Fünftürer) und Leichtmetallfelgen ausgestattet.
Seit dem 21. Juni 2009 gibt es auch wieder einen Kombi namens Grandtour.
Im November 2009 folgte die Sportversion R.S. vom Mégane Coupé mit einem 2.0-16V-Turbomotor (TCe), der 184 kW (250 PS) leistet. Als Rundenzeit des Fahrzeugs auf der Nürburgring Nordschleife gibt der Hersteller 8:08 Minuten an.
Ein neues Coupé-Cabriolet komplettiert seit dem 11. Juni 2010 die Palette.
Für die Entwicklung des Megane III stellte der französische Autohersteller insgesamt ca. 93 Mio. € bereit. Produziert wird er in den drei Werken Douai, Palencia und Bursa.
Außerdem präsentierte Renault auf der IAA 2009 eine vom Mégane abgeleitete Stufenhecklimousine. Der Verkauf des Renault Fluence begann im August 2010. Hierbei handelt es sich um den Samsung SM3, der für den europäischen Markt mit veränderter Front in der Türkei gebaut wird.

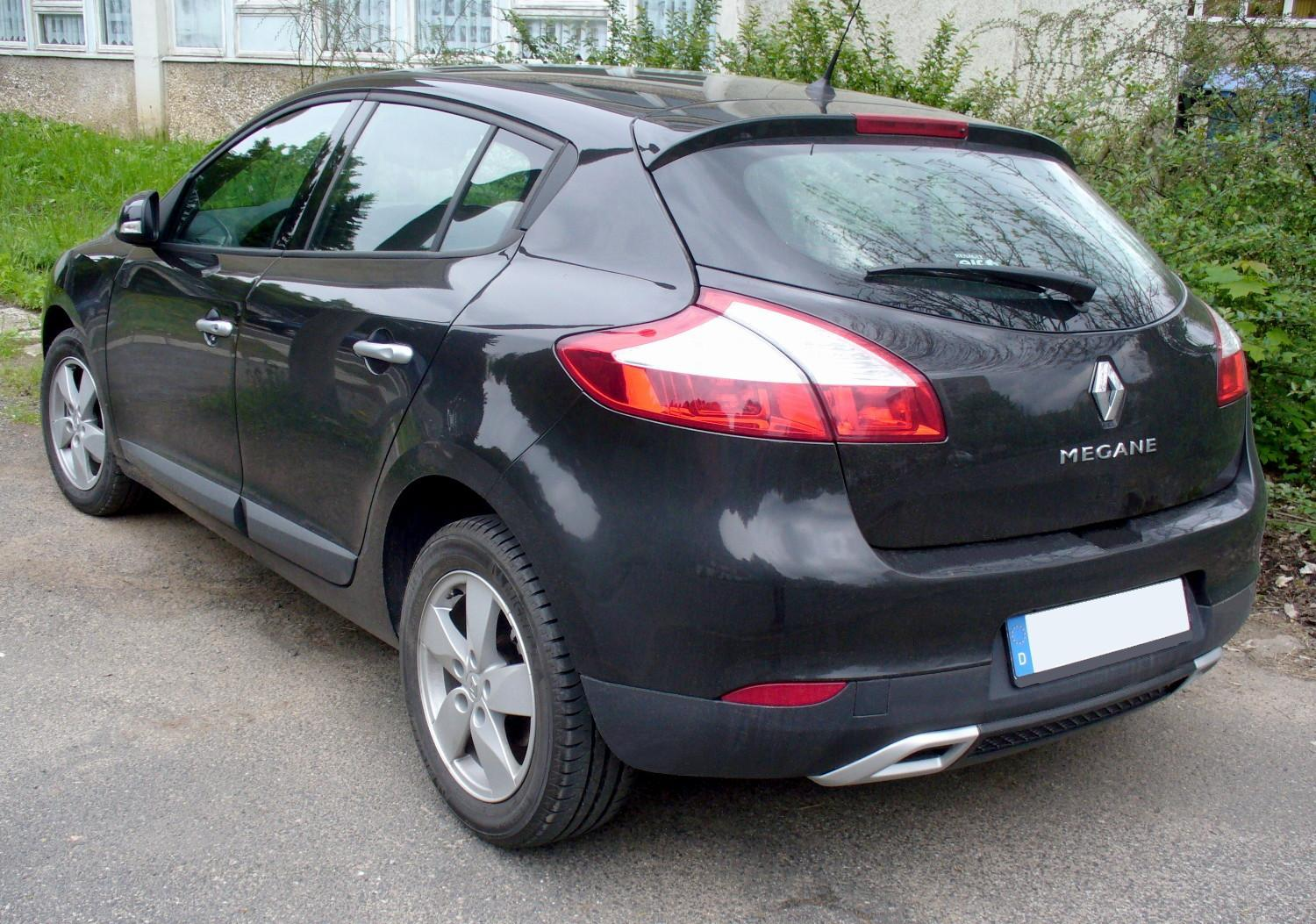
Heckansicht
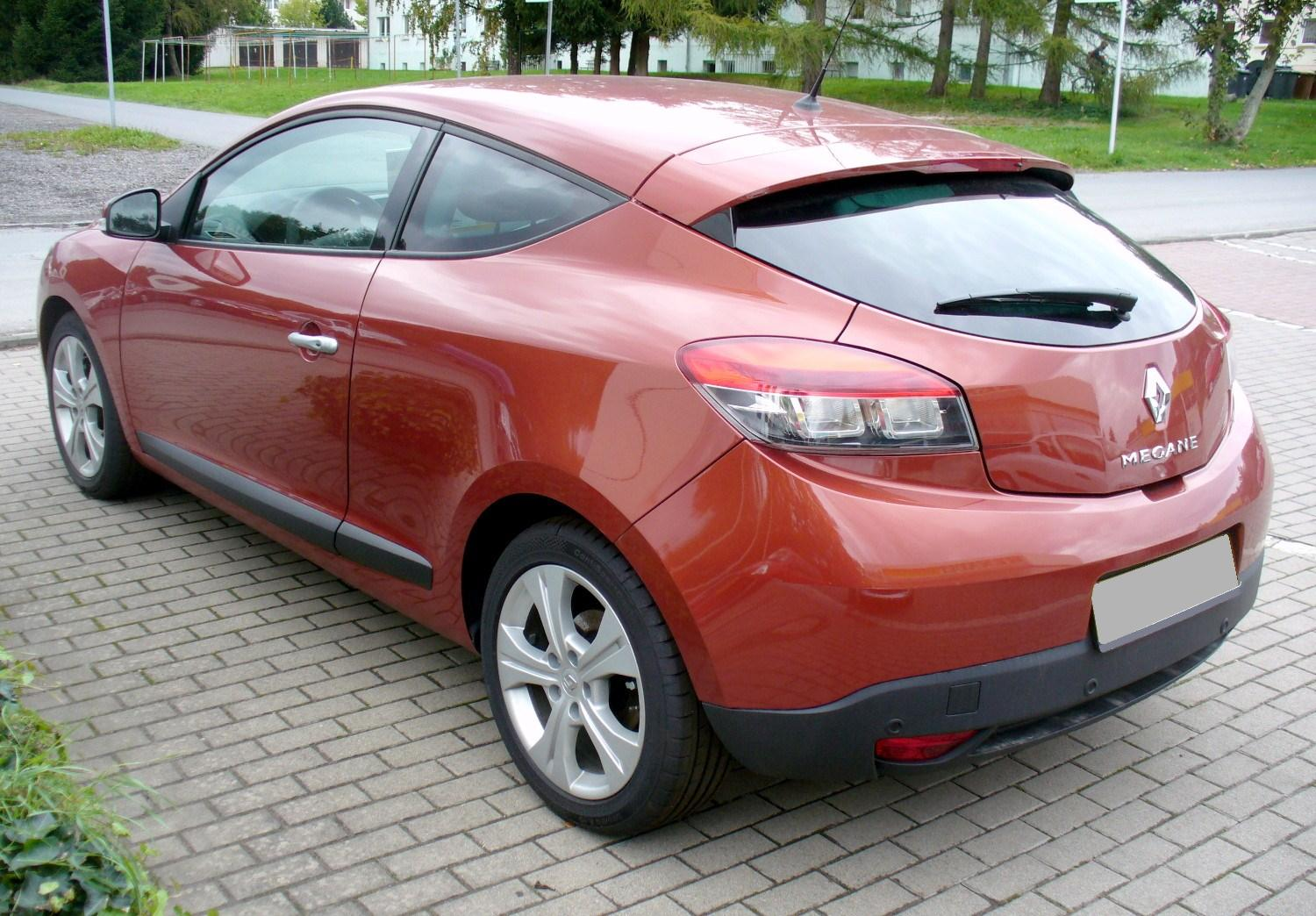
Renault Mégane Coupé (2009–2012)
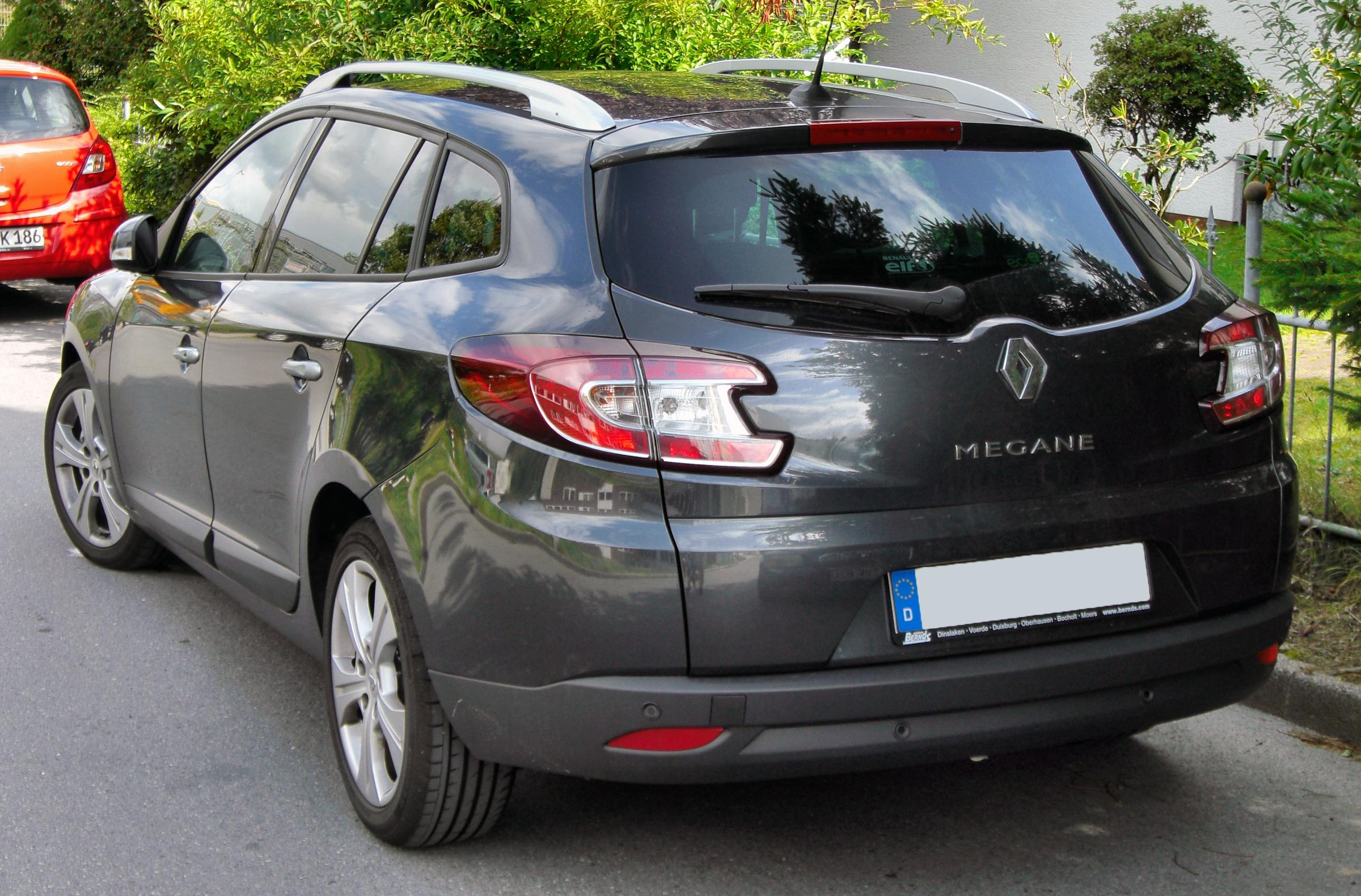
Renault Mégane Grandtour (2009–2012)
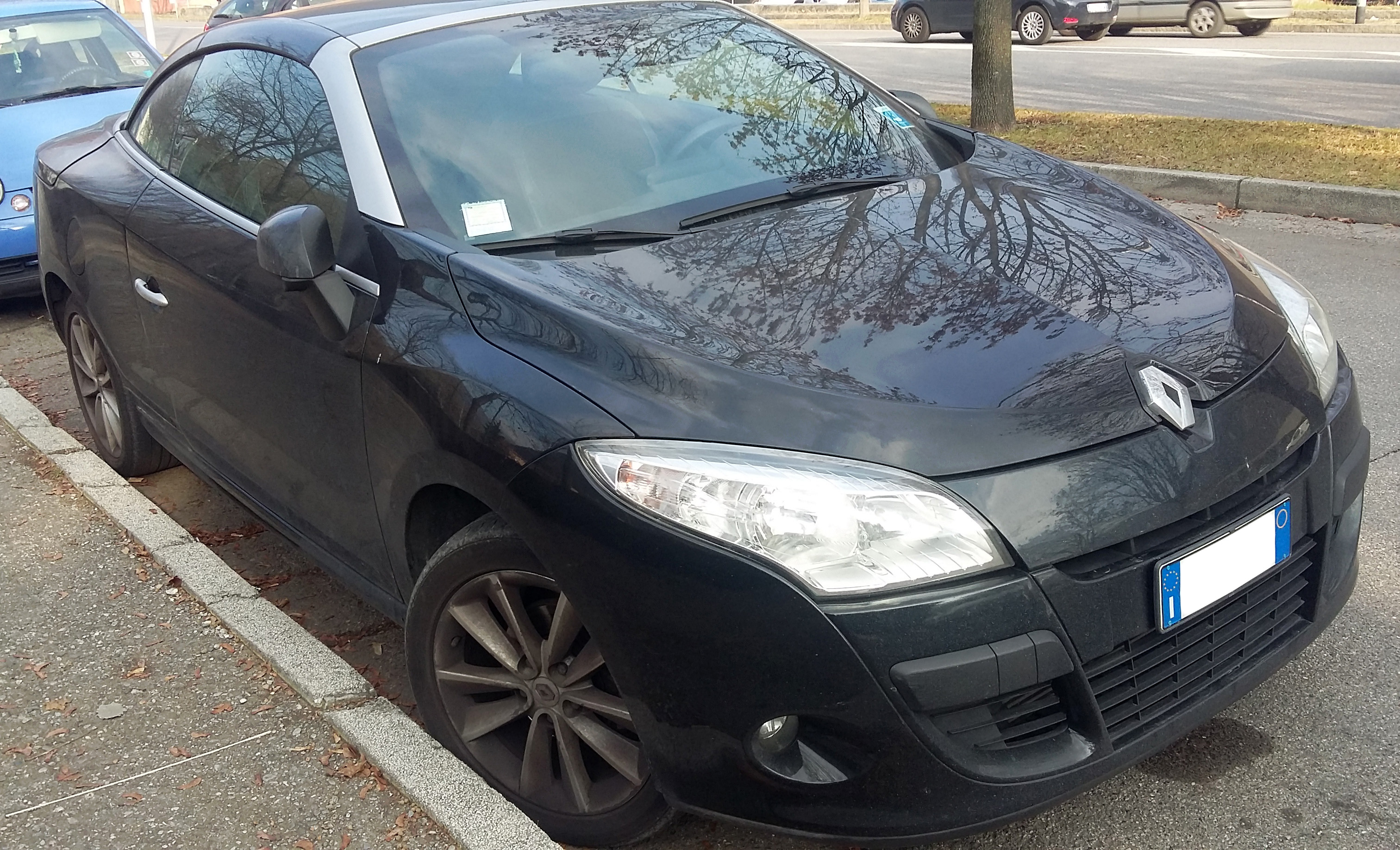
Renault Mégane CC (2010–2012)
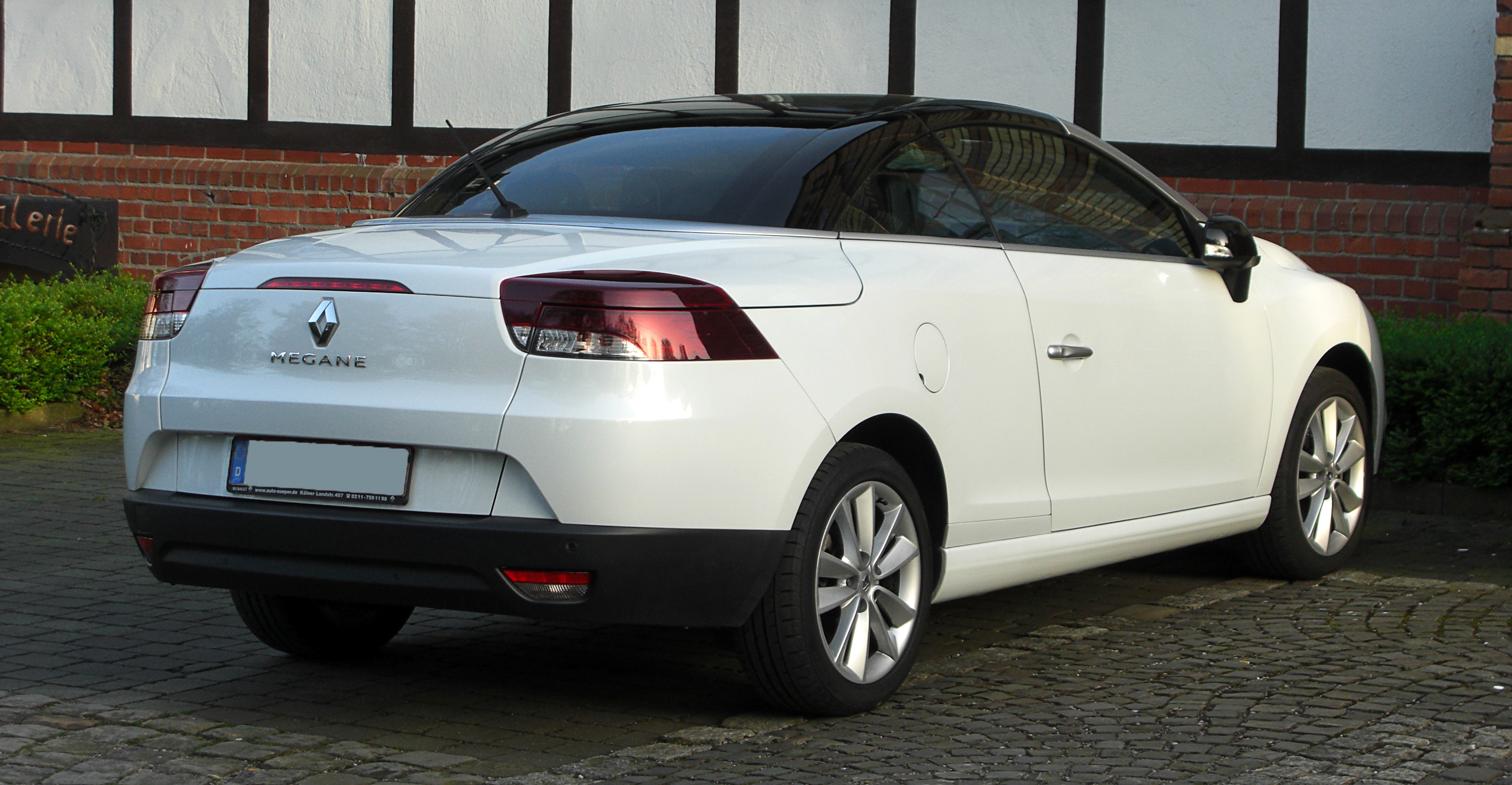
Renault Mégane CC (2010–2012)

### Modellpflegen

#### 2012

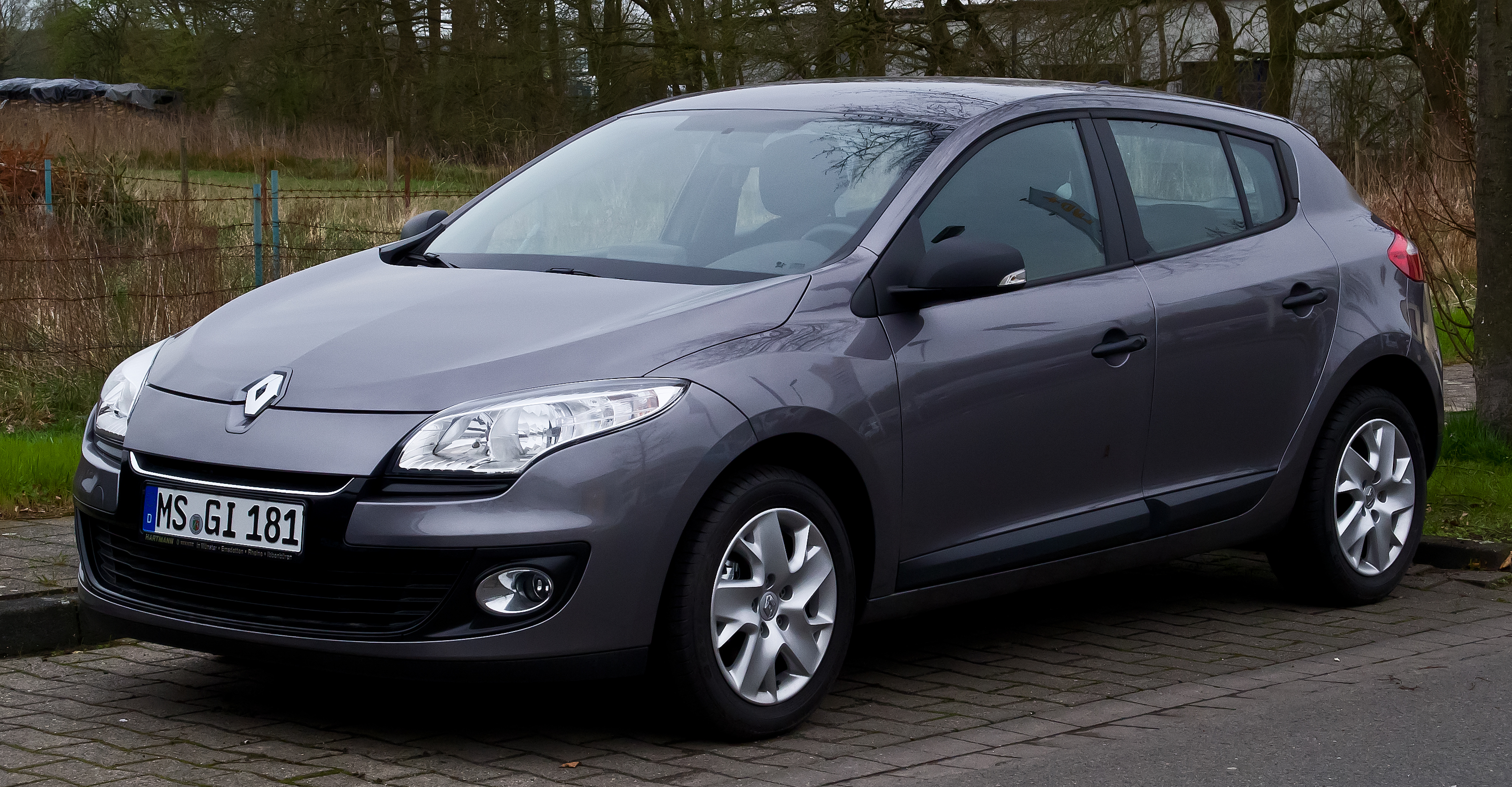
Renault Mégane (2012–2014)

Im April 2012 wurde der Mégane einer Überarbeitung unterzogen. Dabei wurde optisch unter anderem die Frontschürze neu gestaltet. Die Nebelscheinwerfer schließen direkt an den Lufteinlass an. Ebenfalls neu war das optionale LED-Tagfahrlicht, das unterhalb der Hauptscheinwerfer positioniert wurde. Außerdem wurden drei neue Motoren mit einer Start-Stopp-Automatik eingeführt.

#### 2014

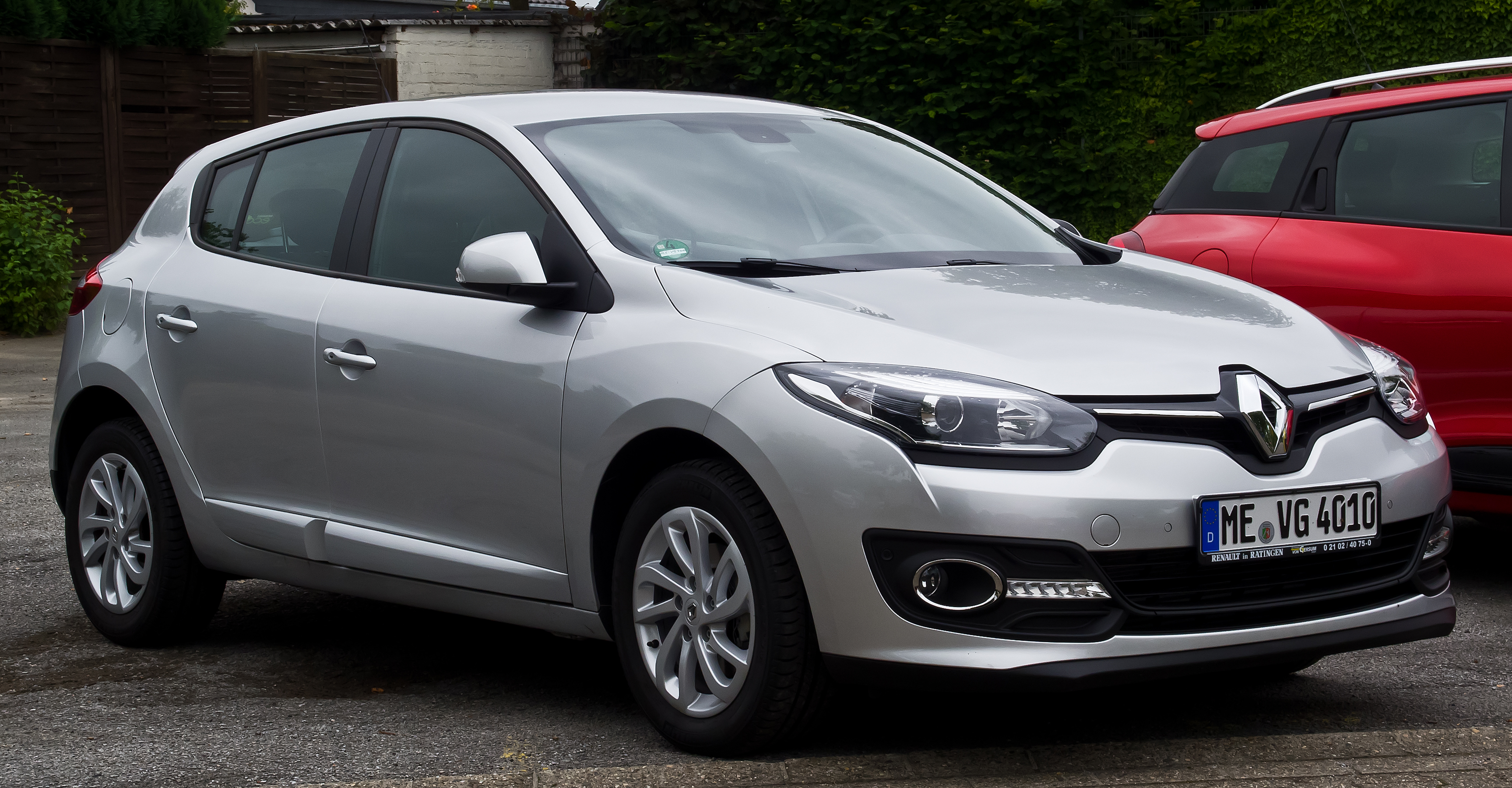
Renault Mégane (seit 2014)

Im Januar 2014 wurden Schrägheck, Coupé und Kombi Grandtour erneut dezent überarbeitet. Das Coupé-Cabriolet wurde im März nachgereicht. Bei dieser Modellpflege wurde insbesondere das Front-Design verändert und an die aktuelle Renault-Designlinie angepasst. Als neuer Motor wurde ein 132 PS starker 1,2-Liter-Vierzylinder-Benziner mit Turboaufladung eingeführt. Im Innenraum stellt ein neues Infotainment-System die wichtigste Veränderung dar.
Auf der IAA in Frankfurt präsentierte Renault im September 2015 die vierte Generation des Mégane. Der Verkaufsstart ist im ersten Quartal 2016 zu erwarten.

## Ausstattungsvarianten
Bei der dritten Generation des Mégane stehen verschiedene Basisvarianten zur Wahl, wobei „Luxe“ bzw. „Privilège“ (in Österreich) die hochwertigste Variante darstellt. Die Ausstattungsvarianten sind:

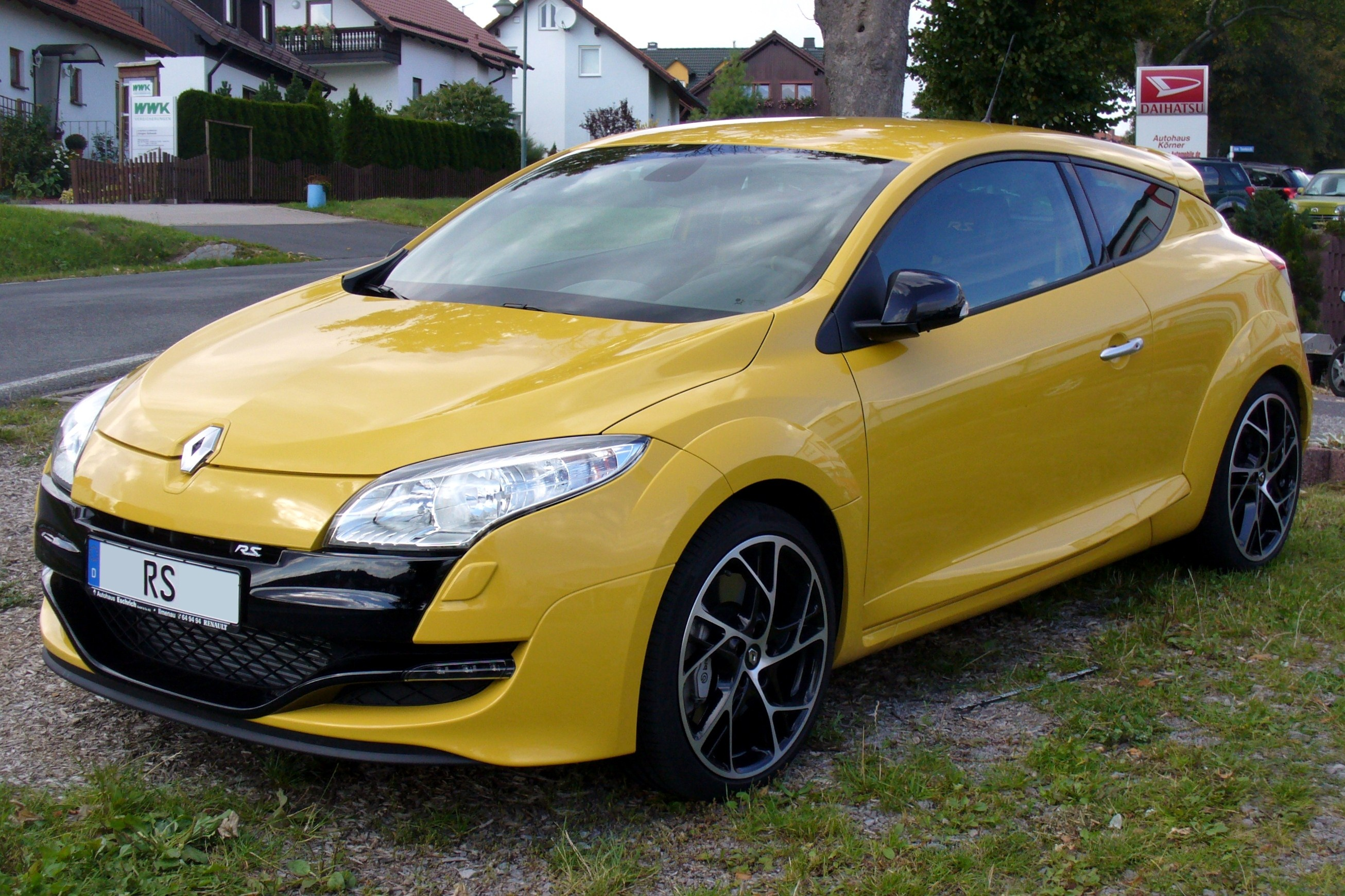
Renault Mégane R.S. (2010)

- Authentique (Einstiegsversion in Österreich, auch „Tonic“ genannt, und seit Januar 2010 auch in Deutschland; nicht für das Coupé erhältlich)
- Expression (in Deutschland nicht für das Coupé erhältlich, in Österreich von 2008 bis 2010 für alle Megane-Versionen)
- Dynamique (Einstiegsversion für das Coupé)
- Extreme (Sondermodell in Österreich bei Coupé)
- TomTom (Sondermodell in Deutschland und Österreich bei Fünftürer und Grandtour)
- Emotion (Sondermodell in Deutschland beim Coupé Oktober 2010 bis 2011)
- Night & Day (Sondermodell in Deutschland 2009 bis 2010, in der Schweiz 2011)
- Luxe (beinhaltet alle Optionspakete)
- Privilège (in Österreich und der Schweiz – entspricht in etwa der Luxe-Version)
- GT (nur TCe 180 oder dCi 160, ab PH2 dann „TCe 190 Start/Stopp“ oder „dCi 165 FAP“; daneben gibt es das Optionspaket „GT Line“ für alle Dynamique-Motorisierungen)
- GT 220 (nur „TCe 220“ (R.S.-Motor) / Modellvariante nur für Megane Grandtour erhältlich)
- Sport (nur „TCe 250“ / „Megane Coupé R.S. und Megane Coupé R.S. Trophy TCe 265“, ab PH2 nur noch TCe265)
- Bose (Sondermodell mit Bose-Soundsystem)

## Technische Daten

### Ottomotoren
| Modell      | Zylinder | Ventile pro Zylinder | Hubraum cm³ | Max. Leistung                | Max. Drehmoment          | Abgasnorm | 0–100 km/h | Vmax     | Bauzeitraum     | Varianten  | Bemerkung                                                              |
| ----------- | -------- | -------------------- | ----------- | ---------------------------- | ------------------------ | --------- | ---------- | -------- | --------------- | ---------- | ---------------------------------------------------------------------- |
| 1.2 16V TCe | 4        | 4                    | 1197        | 85 kW (115 PS) bei 4500/min  | 190 Nm bei 2000/min      | Euro 5    | 10,9 s     | 185 km/h | 02/2012–2016    | 1, 2, 3    |                                                                        |
| 1.2 16V TCe | 4        | 4                    | 1197        | 97 kW (132 PS) bei 5500/min  | 205 Nm bei 2000/min      | Euro 5    | 9,8 s      | 190 km/h | 03/2013–2016    | 1, 2, 3, 4 | mit Start&Stop                                                         |
| 1.4 16V TCe | 4        | 4                    | 1397        | 96 kW (130 PS) bei 5500/min  | 190 Nm bei 2250/min      | Euro 5    | 9,6 s      | 200 km/h | 04/2009–06/2013 | 1, 2, 3, 4 |                                                                        |
| 1.6 16V     | 4        | 4                    | 1598        | 74 kW (101 PS) bei 5500/min  | 148 Nm bei 4250/min      | Euro 4/5  | 10,9 s     | 190 km/h | 09/2008–11/2013 | 1          |                                                                        |
| 1.6 16V     | 4        | 4                    | 1598        | 81 kW (110 PS) bei 6000/min  | 151 Nm bei 4250/min      | Euro 4    | 10,5 s     | 195 km/h | 09/2008–2016    | 1, 2, 3, 4 |                                                                        |
| 1.6 16V E85 | 4        | 4                    | 1598        | 81 kW (110 PS) bei 6000/min  | 151 Nm bei 4250/min      | Euro 4    | 10,5 s     | 195 km/h | 04/2009–05/2010 | 1, 2       |                                                                        |
| 2.0 16V     | 4        | 4                    | 1997        | 103 kW (140 PS) bei 6000/min | 195 Nm bei 3750/min      | Euro 5    | 10,3 s     | 195 km/h | 04/2009–2016    | 1, 2, 3, 4 | nur mit CVT-Getriebe erhältlich                                        |
| 2.0 16V TCe | 4        | 4                    | 1998        | 132 kW (180 PS) bei 5500/min | 300 Nm bei 2250/min      | Euro 5    | 7,8 s      | 230 km/h | 01/2009–11/2013 | 1, 2, 3, 4 | nur als GT, (04/2010–11/2013 Cabriolet)                                |
| 2.0 16V TCe | 4        | 4                    | 1998        | 140 kW (190 PS) bei 5500/min | 300 Nm bei 2000/min      | Euro 5    | 7,7 s      | 230 km/h | 06/2012–11/2013 | 1, 2, 3    | nur als GT                                                             |
| 2.0 16V TCe | 4        | 4                    | 1998        | 162 kW (220 PS) bei 5500/min | 340 Nm bei 2400/min      | Euro 5    | 7,6 s      | 240 km/h | 11/2012–2016    | 1, 2, 3    | 12/2013–2016 auch als Coupé/Fünftürer TCe 220                          |
| 2.0 16V TCe | 4        | 4                    | 1998        | 184 kW (250 PS) bei 5500/min | 340 Nm bei 3000/min      | Euro 5    | 6,1 s      | 245 km/h | 11/2009–02/2012 | 3          | nur als Renault Sport                                                  |
| 2.0 16V TCe | 4        | 4                    | 1998        | 195 kW (265 PS) bei 5500/min | 360 Nm bei 3000–5000/min | Euro 5    | 6,0 s      | 254 km/h | 02/2012–2016    | 3          | nur Renault Mégane R.S. Trophy und Renault Mégane R.S. Collection 2012 |
| 2.0 16V TCe | 4        | 4                    | 1998        | 201 kW (273 PS) bei 5500/min | 360 Nm bei 3000–5000/min | Euro 5    | 6,0 s      | 255 km/h | 07/2014–2016    | 3          | nur Renault Mégane R.S.Trophy TCe275                                   |

1. 1 2  Fahrleistungen beziehen sich auf die fünftürige Fließheckversion, mit Ausnahme des Coupe 2.0 16V TCe (250–273 PS)
2. ↑  Variante: 1: Fünftürer, 2: Kombi (Grandtour), 3: Coupé, 4: Cabriolet

### Dieselmotoren
| Modell        | Zylinder | Ventile pro Zylinder | Hubraum cm³ | Max. Leistung                | Max. Drehmoment     | Abgasnorm | 0–100 km/h | Vmax     | Bauzeitraum     | Varianten  | Bemerkung                                                       |
| ------------- | -------- | -------------------- | ----------- | ---------------------------- | ------------------- | --------- | ---------- | -------- | --------------- | ---------- | --------------------------------------------------------------- |
| 1.5 dCi (FAP) | 4        | 2                    | 1461        | 66 kW (90 PS) bei 4000/min   | 200 Nm bei 1750/min | Euro 5    | 12,5 s     | 180 km/h | 09/2008–2016    | 1, 2       |                                                                 |
| 1.5 dCi       | 4        | 2                    | 1461        | 78 kW (106 PS) bei 4000/min  | 240 Nm bei 1750/min | Euro 5    | 10,5 s     | 190 km/h | 09/2008–02/2012 | 1, 2, 3    | FAP gegen Aufpreis erhältlich                                   |
| 1.5 dCi (FAP) | 4        | 2                    | 1461        | 81 kW (110 PS) bei 4000/min  | 240 Nm bei 1750/min | Euro 5    | 11,5 s     | 190 km/h | 04/2010–2016    | 1, 2, 3, 4 | In Deutschland nur mit EDC (Doppelkupplungsgetriebe) erhältlich |
| 1.5 dCi (FAP) | 4        | 2                    | 1461        | 81 kW (110 PS) bei 4000/min  | 260 Nm bei 1750/min | Euro 5    | 12,1 s     | 190 km/h | 05/2014–2016    | 1, 2, 3, 4 |                                                                 |
| 1.6 dCi (FAP) | 4        | 4                    | 1598        | 96 kW (130 PS) bei 4000/min  | 320 Nm bei 1750/min | Euro 5    | 9,8 s      | 200 km/h | 02/2012–2016    | 1, 2       |                                                                 |
| 1.9 dCi (FAP) | 4        | 2                    | 1870        | 96 kW (130 PS) bei 3750/min  | 300 Nm bei 1750/min | Euro 5    | 9,5 s      | 205 km/h | 09/2008–02/2012 | 1, 2, 3, 4 |                                                                 |
| 2.0 dCi (FAP) | 4        | 4                    | 1995        | 110 kW (150 PS) bei 4000/min | 360 Nm bei 2000/min | Euro 5    | 9,5 s      | 210 km/h | 10/2010–02/2012 | 2          | nur als Grandtour mit 6-Stufen-Automatik erhältlich             |
| 2.0 dCi (FAP) | 4        | 4                    | 1995        | 118 kW (160 PS) bei 3750/min | 380 Nm bei 2000/min | Euro 5    | 8,7 s      | 215 km/h | 04/2009–02/2014 | 1, 2, 3, 4 | nur als GT, 08/2012–02/2014 nur noch für Cabriolet erhältlich   |
| 2.0 dCi (FAP) | 4        | 4                    | 1995        | 120 kW (163 PS) bei 3750/min | 380 Nm bei 2000/min | Euro 5    | 8,5 s      | 220 km/h | 08/2012–12/2015 | 1, 2, 3    | nur als GT oder GT Line                                         |

1. 1 2  Fahrleistungen beziehen sich auf die fünftürige Fließheckversion, mit Ausnahme des Grandtour 2.0 dCi (FAP) (150 PS)
2. ↑  Variante: 1: Fünftürer, 2: Kombi (Grandtour), 3: Coupé, 4: Cabriolet

## Sicherheit
Im Juni 2014 wurden die NCAP-Crashtest Ergebnisse für den Mégane III veröffentlicht, bei denen dieses Model nur drei von fünf Sternen erhielt, da u. a. der Schalter zum Deaktivieren des Beifahrer-Airbags nicht unmissverständlich genug beschriftet war und die hinteren Sicherheitsgurte nicht in allen Sprachen beschriftet waren. Diese Mängel wurden nun beseitigt, danach wurde der Mégane III neu getestet und in einer Neubewertung, die im November 2014 erschien, mit vier von fünf Sternen neu benotet.